# امیروان
امیروان (به لاتین: Əmirvan) یک منطقهٔ مسکونی در جمهوری آذربایجان است که در شهرستان قبله واقع شده‌است.

## خصوصیات
امیروان ۱٬۵۲۷ نفر جمعیت دارد.